# غونثالو روخاس
غونثالو روخاس بيثارو (بالإسبانية: Gonzalo Rojas Pizarro)‏ ـ (20 ديسمبر 1917 ـ 25 أبريل 2011) هو شاعر وأستاذ جامعي تشيلي، تعد أعماله الأدبية من علامات الأدب الطليعي في أمريكا اللاتينية في القرن العشرين. حصل على جائزة ميغيل دي ثيربانتس سنة 2003.